# Оркестар „Сто виолина”
Оркестар „Сто виолина” је ромски симфонијски оркестар из Мађарске. Основан је 1985. године, након окупљања мађарских ромских музичара на сахрани Шандора Јарока, чувеног ромског солисте. Обучени у традиционалну ношњу са много јарких боја, свирају без нота, са брзим променама ритма, хармонија и стилова.
Свирали су са светским великанима у разним жанровима, од Јехудија Мењухина до Софије Лорен, Ванесе Меј, Клаудије Шифер. Осим традиционалних мађарских чардаша, румунске Шеве, руских и шпанских ромских мелодија, свирају и дела Брамса, Листа, Штрауса, Бизеа, Офенбаха, Сарасатеа, Диникуа, Монтија и осталих великана класичне музике.

## Формација
- 60 виолина
- 9 виола
- 6 виолончела
- 10 контрабаса
- 9 кларинета
- 6 цимбала[5]